# Trifina
Santa Trifina es una santa cristiana semilegendaria bretona.

## Biografía
Habría sido una dama bretona hija de Guerech, primer conde bretón de Vannes. Trifina habría sido muy virtuosa y asidua visitante de la abadía de Rhuys, fundada y frecuentada por San Gildas. Trifina se habría casado con el conde Conomor, quien la habría decapitado mientras cursaba el embarazo de su hijo. San Gildas la habría resucitado, salvado así también al niño, llamado Tremeur.